# Copa del Rey 1928
Dvacátý osmý ročník Copa del Rey (španělského poháru) se konal od 31. ledna do 29. června 1928 za účasti 26 klubů.
Trofej získal poosmé ve své historii FC Barcelona, který porazil ve finále 1:1 a 3:1 Real Sociedad.